# BEML BH205E-AC
Der BH205E-AC ist ein Großmuldenkipper des indischen Mischkonzerns Bharat Earth Movers Limited, der seit Mitte der 2010er-Jahre vermarktet und mit Motoren zweier unterschiedlicher Hersteller angeboten wird.

## Entwicklungsgeschichte
Die wachsende indische Bergbau-Industrie benötigt Muldenkipper mit hohen Nutzlastkapazitäten, die meist von ausländischen Herstellern zugekauft werden. Im Rahmen des nationalen Wirtschaftsförderungsprogramms Make in India, das im Jahr 2014 vonseiten der indischen Regierung ausgelobt wurde, sollte der Import zugunsten der heimischen Industrie gedrosselt werden. Im Zuge dessen entwickelte der halbstaatliche BEML-Konzern den BH205E-AC, der für den Einsatz im Steinkohle-Tagebau im Distrikt Singrauli vorgesehen ist. Im September 2018 wurde der erste BH205E-AC übergeben. Der BH205E-AC gilt als der größte indische Muldenkipper.

## Technik
Der BEML BH205E-AC hat, wie viele Großmuldenkipper, einen dieselelektrischen Antrieb, der Schaltgetriebe und Kupplung überflüssig macht, wodurch insbesondere der Wartungsaufwand reduziert wird. Der Dieselmotor treibt einen Drehstromgenerator (Typ 5GTA41H(MTU), 5GTA41B(Cummins)) von General Electric an. Die 5GEB25B-Fahrmotoren an der Achse werden über einen Umrichter mit IGBT-Leistungstransistoren gespeist und wirken  über ein 31.875 : 1 übersetztes Planetengetriebe auf die Räder.
Als Dieselmotoren stehen zwei Modelle zur Wahl, zum einen ein bei MTU Friedrichshafen gebauter 12V4000C23. Der Motor hat 12 Zylinder und 57,2 Liter Hubraum. Er erzeugt nach Herstellerangaben 1716 kW (2300 hp) bei 1900/min. Alternativ kann ein Cummins-QSK-60C-Dieselmotor eingebaut werden, der mit 16 Zylindern und 60 Liter Hubraum ebenfalls 1716 kW (2300 hp) bei 1900/min leistet. Als Starterbatterie dienen vier 12-Volt-Batterien mit je 200 Ah.
Der Wenderadius des zweiachsigen Muldenkippers misst 14 m und die Höchstgeschwindigkeit beträgt laut Hersteller 65 km/h.
Die Federung arbeitet hydropneumatisch, an beiden Achsen gibt es Stabilisatoren.
Die Bremse wirkt hydraulisch auf Bremsscheiben, außerdem kann mit einem elektrodynamischen Retarder verzögert werden. Der Muldenkipper ist 8,26 m breit und 6,672 m hoch; Der Radstand beträgt 6,225 m. Das gemäß ROPS/FOPS-Sicherheitsbestimmungen (Falling Object Protection Structure/Rolling Over Protection Structure) gegen herabfallende Gegenstände gesicherte Fahrerhaus über dem linken Vorderrad ist über eine Leiter und eine Treppe vorn am Fahrzeug erreichbar. Die Kippmulde fasst standardmäßig 77 m³ (gehäuft bis zu 111 m³) und kann mit zwei Hydraulikzylindern aus der Waagerechten in die Kippstellung gebracht werden. Die maximale Nutzlast beträgt 186 Tonnen, die Leermasse des BH205E-AC gibt der Hersteller mit 149 Tonnen an, was eine zulässige Gesamtmasse von 335 Tonnen ergibt.